# Tokyo Marble Chocolate
Tokyo Marble Chocolate (jap. 東京マーブルチョコレート) ist ein als Original Video Animation veröffentlichter Anime aus dem Jahr 2007. Das zweiteilige Werk entstand unter der Regie von Naoyoshi Shiotani beim Studio Production I.G. Die kurze Liebesgeschichte aus Tokio wird in den beiden Episoden aus der Sicht des Mannes und dann der Frau erzählt.

## Handlung
Bislang hatte Yudai mit allen Beziehungen in seinem Leben nur Pech, vor allem da er sehr schüchtern ist und nicht über seine Gefühle zu sprechen wagt. Er hofft mit Chizuru endlich die Frau fürs Leben gefunden zu haben und macht ihr zu Weihnachten ein Geschenk. Als er kurz weggerufen wird, öffnet sie das Paket ohne ihn und der Inhalt stellt sich, anstatt des geplanten Hasen, als Zwergesel heraus. Der richtet Chaos an und sie rennt ihm hinterher. Yudai erfährt auch vom Fehler im Paket und macht sich sogleich auf die Suche nach ihr. Als er sie fast erreicht, glaubt er sie wäre enttäuscht von ihm und würde ihn betrügen. Über Nacht kommt dann auch noch Yudais Exfreundin Miki vorbei, die sich mit ihrem Freund gestritten hat. Am nächsten Morgen glaubt dann die bei ihm klingelnde Chizuru, dass Yudai sie betrogen hat. Sie lässt den Esel bei ihm, der Yudai bald ausbüchst und auf den Tokyo Tower klettert, wo er ihn retten muss und erneut auf Chizuru trifft. Bei der Rettung werden sie erneut getrennt.
Auch Chizuru hatte in ihrem Leben kein Glück mit der Liebe und hat ihre Beziehungen durch Ungeschick, Temperament und Missverständnisse zunichtegemacht. Da auch Yudai noch immer nicht auf ihre Liebesbekenntnisse reagiert, überlegt sie Schluss zu machen. Dass er ihr zu Weihnachten etwas schenkt, macht sie glücklich, doch muss sie dem Esel, der ihre Tasche stiehlt, gleich hinterherrennen. Zwar fängt sie den Esel, verliert dabei aber ihr Handy. Das Geschenk für Yudai verliert sie auch noch, als es an einem Ballon davonschwebt. Ihr Handy wird ihr von Yamada abends vorbeigebracht, der sich sogleich an sie heranmachen will, doch der kleine Esel verteidigt Chizuru. Am nächsten Morgen sucht sie Yudai auf. Als sie Miki bei ihm sieht, glaubt sie, er sei wegen des Vorabends enttäuscht und fremdgegangen. Chizuru lässt den Esel bei ihm, um auf Arbeit im Tokyo Skytree. Dort hört sie von Miki, dass Yudai nicht mit ihr hatte und nur Chizuru liebt. Sie beobachtet, wie Yudai den Esel vom Tokyo Tower zu retten versucht, weil der Esel ihrem Geschenk auf den Turm gefolgt ist. Sie eilt zu ihnen und nach beider Rettung muss sie erneut dem Esel hinterher, der sich wieder davon macht. Schließlich findet Yudai das Geschenk und der Esel führt beide wieder zusammen, sodass Yudai Chizuru seine Liebe gestehen kann.

## Produktion und Veröffentlichung
Der Anime entstand im Studio Production I.G in Zusammenarbeit mit BMG Japan anlässlich des zwanzigjährigen Bestehens beider Unternehmen. Die Geschichte basiert dementsprechend auf zwei Liedern von BMG: Bei der ersten Folge Zenryoku Shōnen (全力少年) von Sukima Switch und bei der zweiten Mata Aimashō (マタアイマショウ) von Seamo. Die Künstler haben auch Cameo-Auftritte im Anime, als Tierhändler und Café-Chefs. Die Produktion stand unter der Regie von Naoyoshi Shiotani, der erstmals in seiner Karriere diese Aufgabe übernahm. Das Drehbuch schrieb Masaya Ozaki und die künstlerische Leitung lag bei Shichirō Kobayashi. Das Charakterdesign entwarfen Fumiko Tanikawa und Kyoji Asano. Die Leitung der Animationsarbeiten lag bei Kyoji Asano.
Die beiden Episoden wurden am 5. Dezember 2007 in Japan auf DVD veröffentlicht. Zuvor fand eine Vorführung der ersten Folge beim Tokyo International Film Festival statt. Es folgten Vorführungen auf weiteren Festivals. Im Januar 2009 kam eine deutsch synchronisierte Fassung bei Anime Virtual auf DVD heraus. Auf einer zusammen damit verkauften zweiten DVD ist ein Zusammenschnitt beider Folgen als 45 Minuten langer Film enthalten. Außerdem erschien der Anime auf Französisch, Englisch und Spanisch.

### Synchronisation
Die deutsche Fassung entstand bei TV+Synchron Berlin.
| Rolle     | Japanische Sprecher (Seiyū) | deutscher Sprecher |
| --------- | --------------------------- | ------------------ |
| Chizuru   | Nana Mizuki                 | Kaya Möller        |
| Yudai     | Takahiro Sakurai            | Till Völger        |
| Zwergesel | Mitsuo Iwata                | Bernhard Völger    |
| Yamada    | Yūichi Nakamura             | Bernhard Völger    |
| Miki      | Marina Inoue                | Julia Stoepel      |

### Musik
Die Musik des Films wurde komponiert von Takeshi Yanagawa, der dafür Orchesterstücke und sentimentale Pianomelodien schuf. Die als Vorlage der Episoden dienenden Lieder wurden für den Abspann des jeweiligen Parts verwendet. Zenryoku Shōnen stammt vom J-Pop-Duo Sukima Switch. Mata Aimashō wurde bereits 2006 vom japanischen Hip-Hop-Künstler Seamo veröffentlicht.

## Rezeption
Im Mai 2008 gewann Tokyo Marble Chocolate des Großen Preis als bester Film beim 12. Seoul International Cartoon and Animation Festival.
Die deutsche Zeitschrift AnimaniA nennt den Anime „ein mitreißendes, modernes Großstadtmärchen“, welches sich emotional nicht hinter Produktionen von Studio Ghibli verstecken müsse. Die beiden Episoden ergänzten sich ausgezeichnet, teils überraschend und seien auch einzeln gut verständlich und spannend. Yudais Folge sei eher ernst, während Chizurus Geschichte mit der Jagd nach dem Esel lustiger sei. Auch die Animationen setzten zwar keine neuen Maßstäbe, seien sehr gut und flüssig, mit sich gut einfügenden CGI-Effekten. Die in stimmigen Wasserfarben umgesetzten Hintergründe böten eine Abwechslung aus Apartments, Cafés und „liebevoll gezeichneten Tokio-Szenarien“. Die Hauptfiguren seien „opisch als auch emotional sehr stimmig ausgearbeitet“ und hätten einen hohen Wiedererkennungswert. Auch die deutsche Fassung sei gelungen, vor allem dank der Sprecher der Protagonisten.